# The Swapper
The Swapper — компьютерная головоломка-платформер для Microsoft Windows, Mac ОС X и Linux. Игра была разработана и опубликована 30 мая 2013 студией Facepalm Games — небольшой независимой компанией, базирующейся в Хельсинки, Финляндия. В 2014 году игра была портирована для платформ Sony и Nintendo.
Игрок управляет космонавтом, застрявшим на борту заброшенной исследовательской космической станции и обнаружившим странное устройство, которое позволяет создавать собственных клонов и перемещать сознание между ними. Используя эти способности, игрок решает различные головоломки и узнаёт о судьбе обитателей исследовательской станции.
Игра получила положительные отзывы критиков за визуальный стиль, атмосферу, качество головоломок и способность игры по-новому использовать устоявшиеся игровые механики.

## Игровой процесс

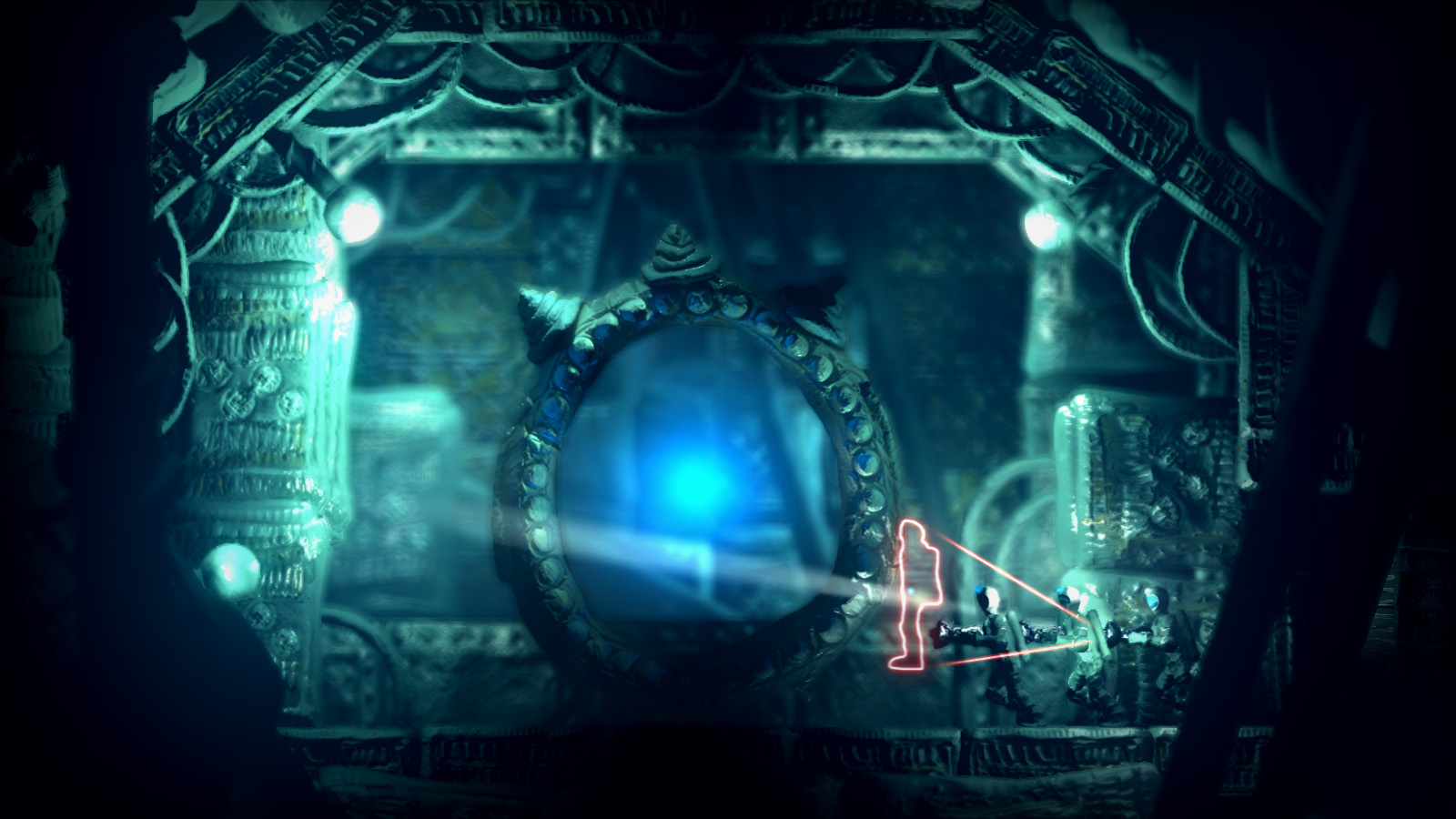
В The Swapper элементы дизайна были вылеплены из глины и затем оцифрованы для игры.

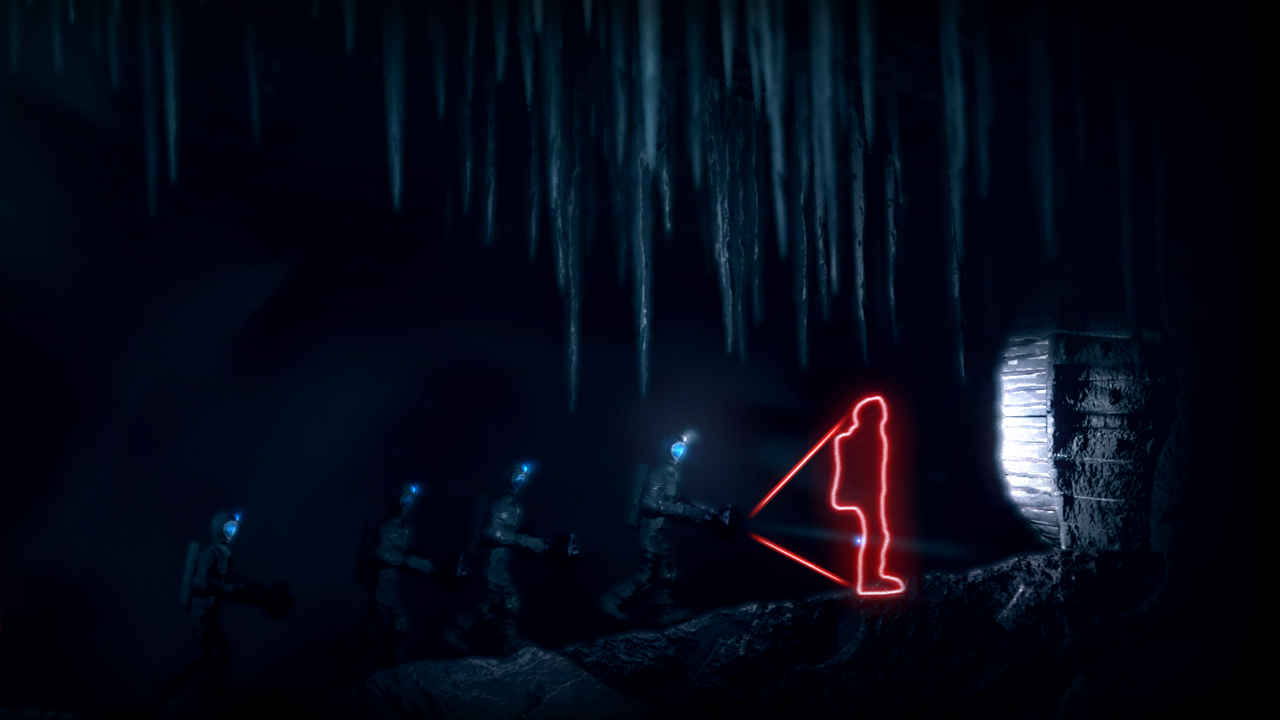
Игрок и его клоны

The Swapper представляет собой головоломку вида платформер-сайдскроллер, действие которой разворачивается в научно-фантастической вселенной. Игрок управляет человеком, застрявшим на повреждённой космической станции и ищущим средства к спасению. Для этого он исследует станцию и ищет сферы, использующиеся для активации определённых дверей, что позволяет ему двигаться дальше по сюжету. В игре присутствуют элементы метроидвании: иногда игроку приходится возвращаться в уже посещённые области карты, разделённой на комнаты, и проходить в ранее закрытые двери. Для облегчения перемещения по карте в игре присутствуют устройства телепортации.
В начале игры игрок получает ручное устройство клонирования, необходимое для решения головоломок. Это устройство обладает двумя функциями: возможностью создания до четырёх клонов игрока, и возможностью передачи контроля в один из них, если он находится в зоне прямой видимости. Созданные клоны двигаются одновременно с игроком, пока не наткнутся на препятствие. Это позволяет игроку выполнять сложные действия, активируя двери и выключатели и получая сферы. Как и сам персонаж, клоны также могут умереть, например, упав с большой высоты. При физическом контакте с игроком клоны также исчезают. Погибший или исчезнувший клон может быть заново воссоздан при помощи устройства для клонирования. При использовании устройства клонирования время замедляется, что позволяет игроку выполнять более сложные действия с участием клонов. Например, для подъёма на высоту игрок может непрерывно создавать клона над своей головой и тут же переключать на него управление, пока не достигнет безопасного выступа. По мере прохождения игрок оказывается в частях станции, где возможно изменение гравитации, что увеличивает сложность головоломок.
Возможности клонирования ограничены встречающимися источниками света. На участках, освещённых синим светом, невозможно создавать клонов, а красный свет блокирует возможность передачи управления. Участки, освещённые фиолетовым светом, объединяют оба этих свойства. Также встречаются источники белого света, расположенные, как правило, на входах в отдельные комнаты-головоломки. Прикосновение к ним клона уничтожает его, а если его касается игрок, то уничтожаются все клоны.

## Сюжет
Человечество исчерпало свои природные ресурсы, поэтому было создано семь станций для добычи и синтеза полезных ресурсов в удалённых участках космоса и дальнейшей транспортировкой их на Землю. Экипажи космических станций должны выживать независимо от Земли в течение нескольких десятилетий. Через некоторое время после начала работы Станция 7 сошла с орбиты и была уничтожена ближайшей к ней звездой. Затем, по неизвестной причине, пропала связь со Станцией 6.
Когда экипаж корабля «Тесей» изучал необитаемую пустынную планету Хори V (англ. Chori V), богатую полезными ископаемыми, они обнаружили сверхпрочный стальной сплав, инопланетную форму жизни, похожую на земных шелкопрядов, и сверхсложные каменные образования неизвестного происхождения. Валуны производили необычную электро-химическую активность, в результате чего некоторые учёные стали полагать, что они могут обладать рудиментарным разумом. Экипаж назвал эти валуны «Наблюдатели» (англ. The Watchers).
Со временем члены экипажа стали замечать, что валуны проникают в их сны, и пришли к мнению, что валуны обладают телепатическими способностями. Используя сведения, полученные в результате изучения электро-химии валунов, ученым удаётся сконструировать устройство, названное The Swapper (Обменник). Выяснилось, что устройство способно создавать клоны использующего, а также позволяет использующему перенести своё сознание в клона. Неудачная попытка обмена между двумя людьми привела к амнезии испытуемых, из-за чего невозможно было сказать, действительно был ли завершён перенос сознания. В результате дальнейшие исследования по переносу сознания были запрещены. Одна из членов экипажа, доктор Чалмерс (англ. Dr. Chalmers), нарушила запрет, выполнив трансплантацию мозга двух неизлечимо больных пациентов. Она полагала, что сможет использовать устройство непосредственно на трансплантированных мозгах и переместить их сознание в тело, там самым продлив им жизнь. Её коллега, Доктор Деннетт (англ. Dr. Dennett), возражал против такой практики по этическим соображениям.
Со временем учёные выяснили, что Наблюдателям миллионы лет и они куда более разумны, чем считалось ранее, возможно, даже более разумны, чем люди.
Первый найденный Наблюдатель загадочным образом напоминал форму человеческого лица, с глазами, носом, ртом, и резным орнаментом. Он проявлял гораздо больше нервной деятельности, чем другие Наблюдатели. Учёные предположили, что он является чем-то вроде узла связи для остальных Наблюдателей. Они обнаружили излучение от Наблюдателя-головы, но посчитали его безопасным для экипажа. Однако члены экипажа начинали погибать, и судовые помещения были признаны непригодными для проживания. Экипаж забаррикадировался внутри одной из частей корабля, полагая, что, должно быть, что-то следовало за ними с поверхности планеты. Погибшие незадолго до смерти сообщали, что могут слышать мысли Наблюдателей. Стало ясно, что Наблюдатели и являются причиной смертей, но было слишком поздно что-либо предпринимать: на борту станции было слишком много валунов и выброс их в космос не представлялся возможным.

## Разработка и продвижение

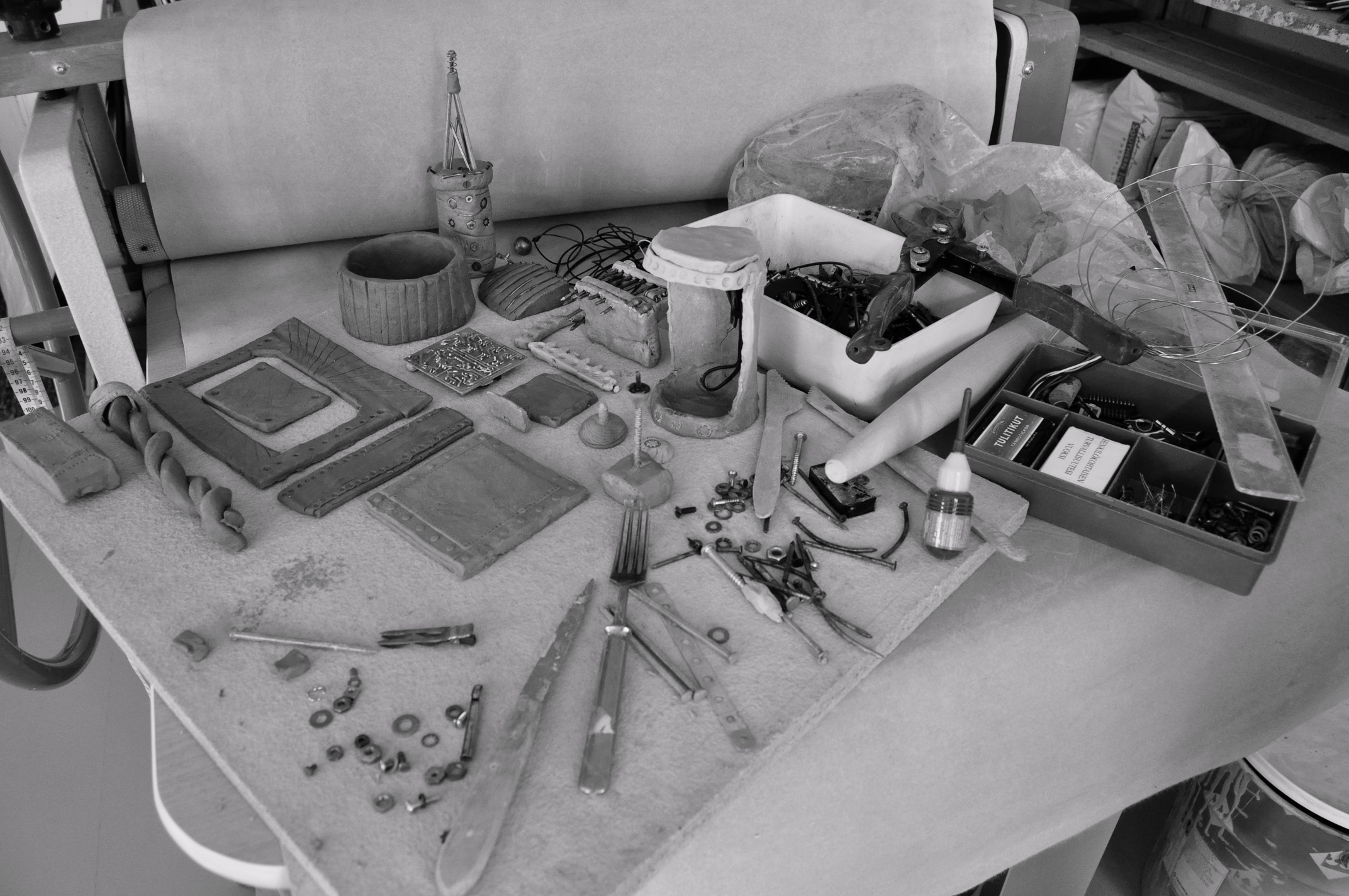
Художественные элементы в их первоначальной, глиняной форме

The Swapper  был проектом двух студентов Хельсинкского университета, Отто Хантула (фин. Otto Hantula) и Олли Харйола (фин. Olli Harjola), выполненным в свободное время. The Swapper  был поддержан организацией Indie Fund, став шестой инди-игрой, проспонсированной фондом.
Вместо цифровых текстур в дизайне игры были использованы вручную вылепленные из глины элементы, фотографии которых использовались для составления игровых уровней.
Curve Studios помогли портировать игру на PlayStation 3, PlayStation 4 и PlayStation Vita с ожидаемой датой релиза в мае 2014 года. После задержки, связанной с необходимостью убедиться, что версии PlayStation 3 и PlayStation Vita доведены до совершенства, игра была выпущена 5 августа 2014 года в Северной Америке и на следующий день в Европе. Curve Studios объявили, что они будут переносить игру на Wii U, сохранив уровень графики ПК. Впоследствии, после выхода игры на Wii U, компания Nintendo помогала выпустить игру на японском рынке, о чём было объявлено в апреле 2015 года во время презентации Nintendo Direct.

## Критика и отзывы
| Сводный рейтинг | Сводный рейтинг | Сводный рейтинг |
| Издание         | Оценка          | Оценка          |
| Издание         | PC              | PS4             |
| --------------- | --------------- | --------------- |
| GameRankings    | 88,09 %         | 82,39 %         |

The Swapper  получил положительные отзывы от критиков, совокупный балл составил 88,09 % на GameRankings и 87/100 на Metacritic. Игра завоевала множество наград, включая «лучшую международную игру» на Freeplay 2011 и специальную награду на Indiecade 2011..
Летом 2018 года, благодаря уязвимости в защите Steam Web API, стало известно, что точное количество пользователей сервиса Steam, которые играли в игру хотя бы один раз, составляет 484 015 человек.